# Једини дан
„Једини дан” је југословенска телевизијска серија снимљена 1978. године у продукцији Телевизије Београд.

## Улоге
| Глумац                  | Улога |
| ----------------------- | ----- |
| Мира Бањац              |       |
| Рада Ђуричин            |       |
| Љиљана Драгутиновић     |       |
| Славка Јеринић          |       |
| Ташко Начић             |       |
| Михајло Бата Паскаљевић |       |
| Бранка Петрић           |       |
| Радмила Савићевић       |       |
| Ружица Сокић            |       |

Комплетна ТВ екипа  ▼
| Редитељ    | Ненад Момчиловић |
| Сценариста | Ненад Момчиловић |
| Сценариста | Миленко Вучетић  |